# Nysø
Nysø er en herregård nordvest for Præstø, opført 1671-73 for købmanden/amtmanden Jens Lauridsen. 
Herregården er den første i Danmark i barokstil og er opført i røde mursten samt i sandsten med rødt tegltag. Den er omgivet af en voldgrav på oprindeligt fire, men siden 1780'erne tre sider. Fra 1809 indtil lensafløsningen var herregården centrum for Baroniet Stampenborg.
Nysø var i 1800-tallet samlingspunkt for mange kunstnere, bl.a. H.C. Andersen og Bertel Thorvaldsen, hos baron Henrik Stampe og hustru Christine Stampe. På slottet er et museum for Thorvaldsen. 
Nysø Gods er på 1041 hektar med Jungshovedgaard, Christinelund, Henriklund og Mariannelund.
Jungshoved er kendt fra Gøngehøvdingen. 

## Ejere af Nysø
- (1670-1687) Jens Lauridsen
- (1687-1707) Barbara Wilders gift Lauridsen
- (1707-1709) Anne Margrethe Lauridsdatter Lauridsen
- (1709-1742) Johann Nicolaus Voigt
- (1742-1761) Cathrine Kristine von Holstein gift Danneskiold-Samsøe
- (1761-1763) Gustav Frederik Holck
- (1763-1785) Henrik Adam Brockenhuus
- (1785-1795) Niels Lunde Reiersen
- (1795-1800) Peter Thestrup
- (1800-1826) Holger Stampe
- (1826-1876) Henrik Stampe
- (1876-1892) Henrik Stampe
- (1892-1904) Holger Stampe-Charisius
- (1904-1925) Henrik Stampe
- (1925-1934) Slægten Stampe
- (1934-1960) Birgitte Stampe gift Holst
- (1960-1990) Peter Stampe Holst
- (1990-2010) Peter Stampe Holst / Marianne Themsen gift Stampe Holst
- (2010-) Marianne Themsen gift Stampe Holst

## Genforeningssten
I et sving på Nysøvej lidt nord for slottet ligger en gruppe sten omkring et træ, hvoraf en blev afsløret på genforeningsdagen til minde om Genforeningen i 1920.

## Galleri
- Nysø Slot
- Nysø omkring 1870
- Thorvaldsens atelier på Nysø